# アジア競技大会自転車競技
アジア競技大会自転車競技（アジアきょうぎたいかいじてんしゃきょうぎ）は、1951年（第1回）大会より実施されている競技のひとつ。BMX・マウンテンバイク・ロードレース・トラックレースが採用されている。

## 現在の採用種目

### BMX
男子
女子

### マウンテンバイク
男子
- クロスカントリー

女子
- クロスカントリー

### ロードレース
男子
- 個人ロードレース 182km
- 個人タイムトライアル 42km

女子
- 個人ロードレース 126km
- 個人タイムトライアル

### トラックレース
男子
- 団体スプリント
- 4km団体追い抜き
- 個人スプリント
- ケイリン
- オムニウム

女子
- 団体スプリント
- ケイリン
- 4km団体追い抜き
- 個人スプリント
- オムニウム

## 開催記録
| 回 | 年   | 開催地       | 開催国       |
| -- | ---- | ------------ | ------------ |
| 1  | 1951 | ニューデリー | インド       |
| 3  | 1958 | 東京         | 日本         |
| 4  | 1962 | ジャカルタ   | インドネシア |
| 5  | 1966 | バンコク     | タイ         |
| 6  | 1970 | バンコク     | タイ         |
| 7  | 1974 | テヘラン     | イラン       |
| 8  | 1978 | バンコク     | タイ         |
| 9  | 1982 | ニューデリー | インド       |
| 10 | 1986 | ソウル       | 韓国         |
| 11 | 1990 | 北京         | 中国         |
| 12 | 1994 | 広島         | 日本         |
| 13 | 1998 | バンコク     | インド       |
| 14 | 2002 | 釜山         | 韓国         |
| 15 | 2006 | ドーハ       | カタール     |
| 16 | 2010 | 広州         | 中国         |
| 17 | 2014 | 仁川         | 韓国         |
| 18 | 2018 | ジャカルタ   | インドネシア |